# ステートファーム・スタジアム
ステートファーム・スタジアム（State Farm Stadium）は、アメリカ合衆国アリゾナ州のフェニックス郊外のグレンデールに位置する開閉式ドームスタジアム。2006年8月1日に開場した。旧称、ユニバーシティ・オブ・フェニックス・スタジアム（University of Phoenix Stadium、2006年9月から2018年まで）。NFLのアリゾナ・カージナルスの本拠地であり、カレッジフットボールのフィエスタボウルの開催地である。NHLのアリゾナ・コヨーテズの本拠地ヒラ・リバー・アリーナに隣接している。

## 概要

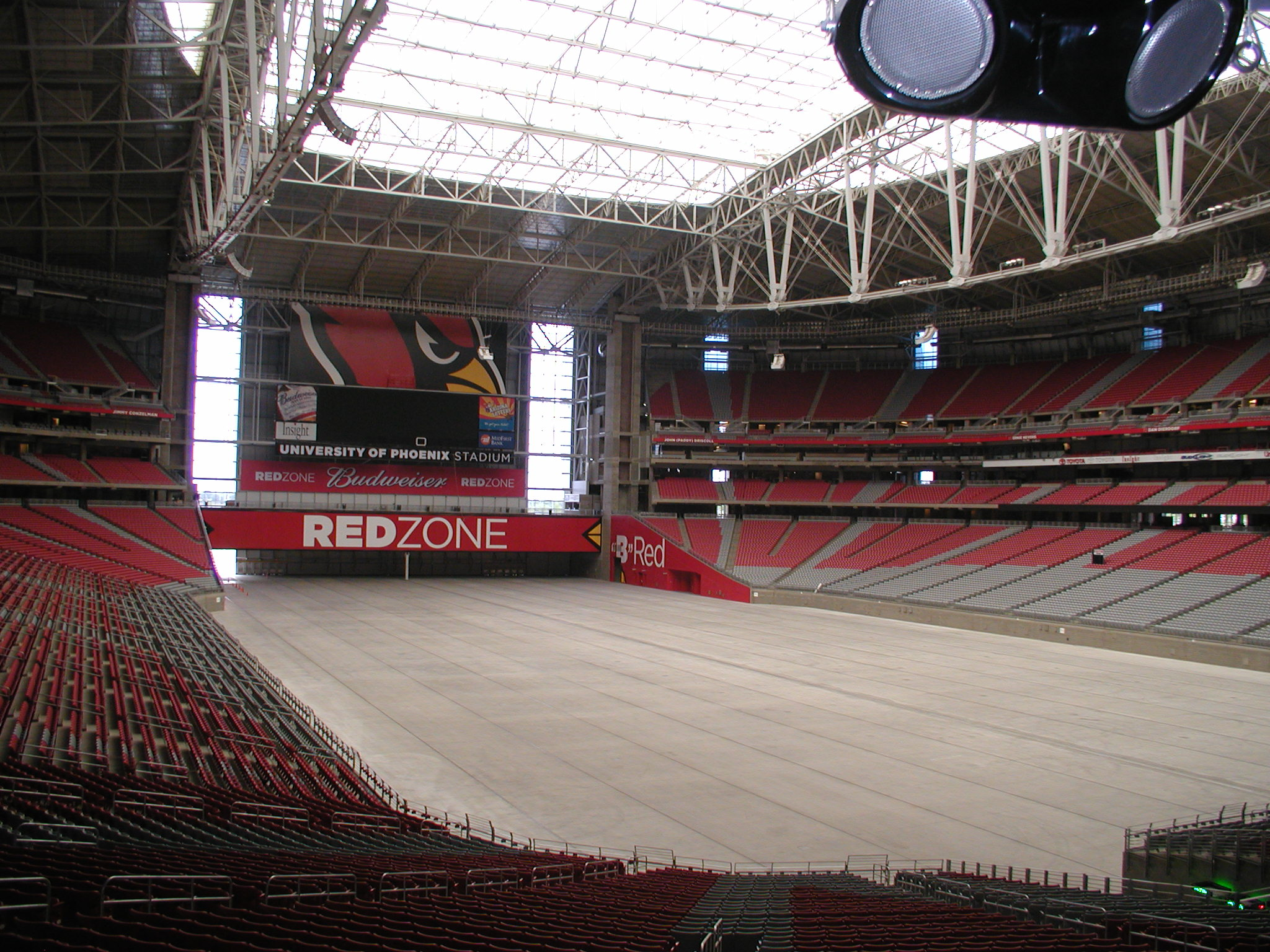
芝生が引かれていない状態のスタジアム内部

カレッジフットボールは、毎年1月1月前後にフィエスタボウルの開催地となり、2007年、2011年にはBCSナショナル・チャンピオンシップ・ゲームが開催された。NFLでは、アリゾナ・カージナルス以外では、スーパーボウルが2008年（第42回）と2015年（第49回）が開催され、また2023年（第57回）の開催地となることが内定している。2015年にはプロボウルも開催している。バスケットボールも行われ、2017年には全米大学バスケットボール選手権のファイナルフォーが開催され、2024年の開催地となることも決定している。サッカーは、国際試合を中心にCONCACAFゴールドカップの開催地として使用された。球技以外では、2010年3月にはWWEの年間最大の大会レッスルマニアXXVIが開催された。
2006年8月、カージナルス・スタジアムとして開場した直後の9月26日にフェニックス大学が20年1億5450万ドルの契約で命名権を取得し、ユニバーシティ・オブ・フェニックス・スタジアムの名称になった。その後、フェニックス大学の経営悪化により2017年4月で契約途中での終了となるものの、後続のスポンサーが就くまでは名称継続となった。2018年9月4日、ステートファーム保険が18年間の命名権契約を交わし、現在の名称となった。フェニックス大学は、スタジアムの命名権は降りたものの、カージナルスの「オフィシャル教育パートナー」としてスポンサー契約を結び、引き続き関与している。

## 施設

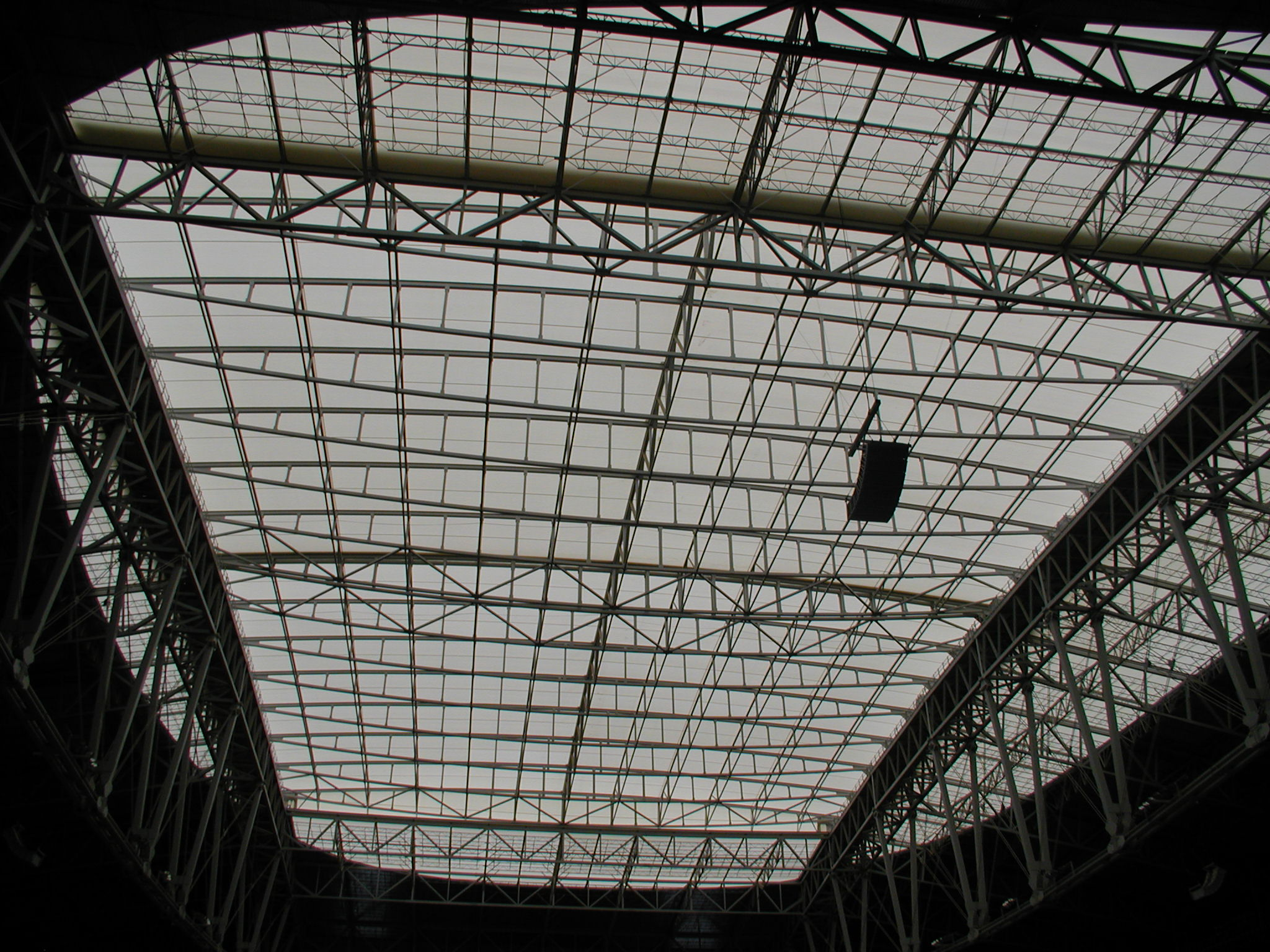
スタジアムの屋根

アリゾナ州の外部団体が所有する公共施設である。こけら落としは2006年8月1日。
天井はバードエアと呼ばれる開閉式の屋根で透過素材で作られ、天然芝フィールドの格納式である。屋根の開閉にかかる時間は12分である。砂漠地帯のため、NFL開幕から中盤までは気温が37℃から50℃近くになるが、空調が効いて屋根を閉じていても太陽の光が届き、ドームの中は暗くならない。フィールドは年間350日ほどスタジアム南側の外に設置され、試合が開催されるときにスタジアムの中へスライドさせる仕組みになっている。格納式にした理由として、普段はスタジアムの外で太陽の光を浴び、空気を吸い、水を与えた天然芝でプレーできることと、様々なイベントに合わせて多目的にスタジアムを利用できることを目的としている。建設にかかった費用は、およそ4億5500万ドルで、アリゾナスポーツ観光局（3億230万ドル）、アリゾナ・カージナルス（1億4320万ドル）、グレンデール市（950万ドル）などの出費により建設された。

## イベント
全天候型のドームスタジアムであることを利用し、アメリカンフットボールのみならず、サッカーやバスケットボールなどの球技からプロレス、エンターテインメント、展示会、トレードショー、モータースポーツイベントまでさまざまな開催地として使用されている。

### NFL

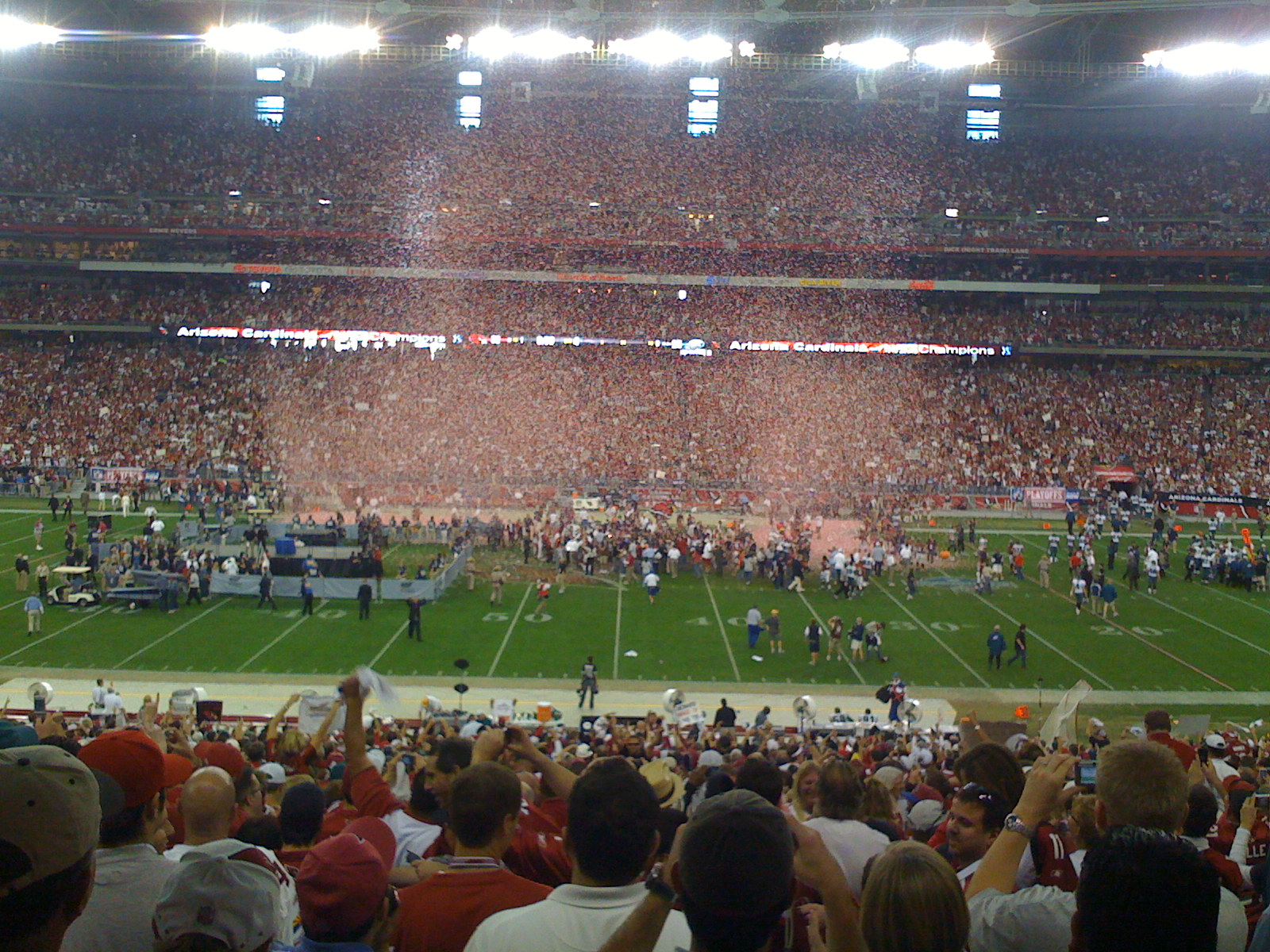
2009年1月18日、カージナルスはNFCチャンピオンを果たす

カージナルスの初戦は、2006年8月12日のピッツバーグ・スティーラーズ戦（プレシーズンマッチ）で、21–13で勝利している。レギュラーシーズンの初戦は、9月10日のサンフランシスコ・フォーティナイナーズ戦で34–27で勝利している。スタジアムの空調システムにより、カージナルスは1988年のアリゾナ移転以来初めて、シーズン開幕週にホームスタジアムで試合ができた。
2008年2月3日に第42回スーパーボウルが開催され、ニューヨーク・ジャイアンツが優勝を果たした。この試合は、シーズンもプレーオフも全勝だったニューイングランド・ペイトリオッツについた唯一の黒星となった。なお、フェニックスエリアでスーパーボウルが開催されたのは、1996年1月28日にサンデビル・スタジアムで開催された第30回スーパーボウル以来である。
2009年1月18日、カージナルスはフィラデルフィア・イーグルス戦でNFCチャンピオンシップゲームを開催し、70,000人以上のファンの前で32-25で勝利し、スーパーボウル出場権を果たした。
2020年11月30日、サンタクララ郡（カリフォルニア州）のCOVID-19規制により、コンタクトスポーツの試合および練習を禁止されたため、フォーティナイナーズは本拠地リーバイス・スタジアムで試合ができなくなってしまった。それを受け、緊急代替案として13週、14週、17週の主催試合を本スタジアムで開催した。

#### スーパーボウル
| 年度 | 試合                 | 日程          | AFCチーム                          | スコア  | NFCチーム                    | 観客動員数 |
| ---- | -------------------- | ------------- | ---------------------------------- | ------- | ---------------------------- | ---------- |
| 2007 | 第42回スーパーボウル | 2008年2月3日  | ニューイングランド・ペイトリオッツ | 14 - 17 | ニューヨーク・ジャイアンツ   | 71,101     |
| 2014 | 第49回スーパーボウル | 2015年2月1日  | ニューイングランド・ペイトリオッツ | 28 - 24 | シアトル・シーホークス       | 70,288     |
| 2022 | 第57回スーパーボウル | 2023年2月12日 | カンザスシティ・チーフス           | 38 - 35 | フィラデルフィア・イーグルス | 67,827     |

### カレッジフットボール
2007年以降、毎年1月1日付近に開催されるフィエスタボウルの会場になっている。初戦は、2007年1月1日のボイシーステート・ブロンコス（ボイシ州立大学）対オクラホマ・スーナーズ（オクラホマ大学）で、オーバータイムの結果、43-42でボイシーステートが勝利した。2007年、2011年にはBCSナショナル・チャンピオンシップ・ゲームが開催された。

### カレッジバスケットボール

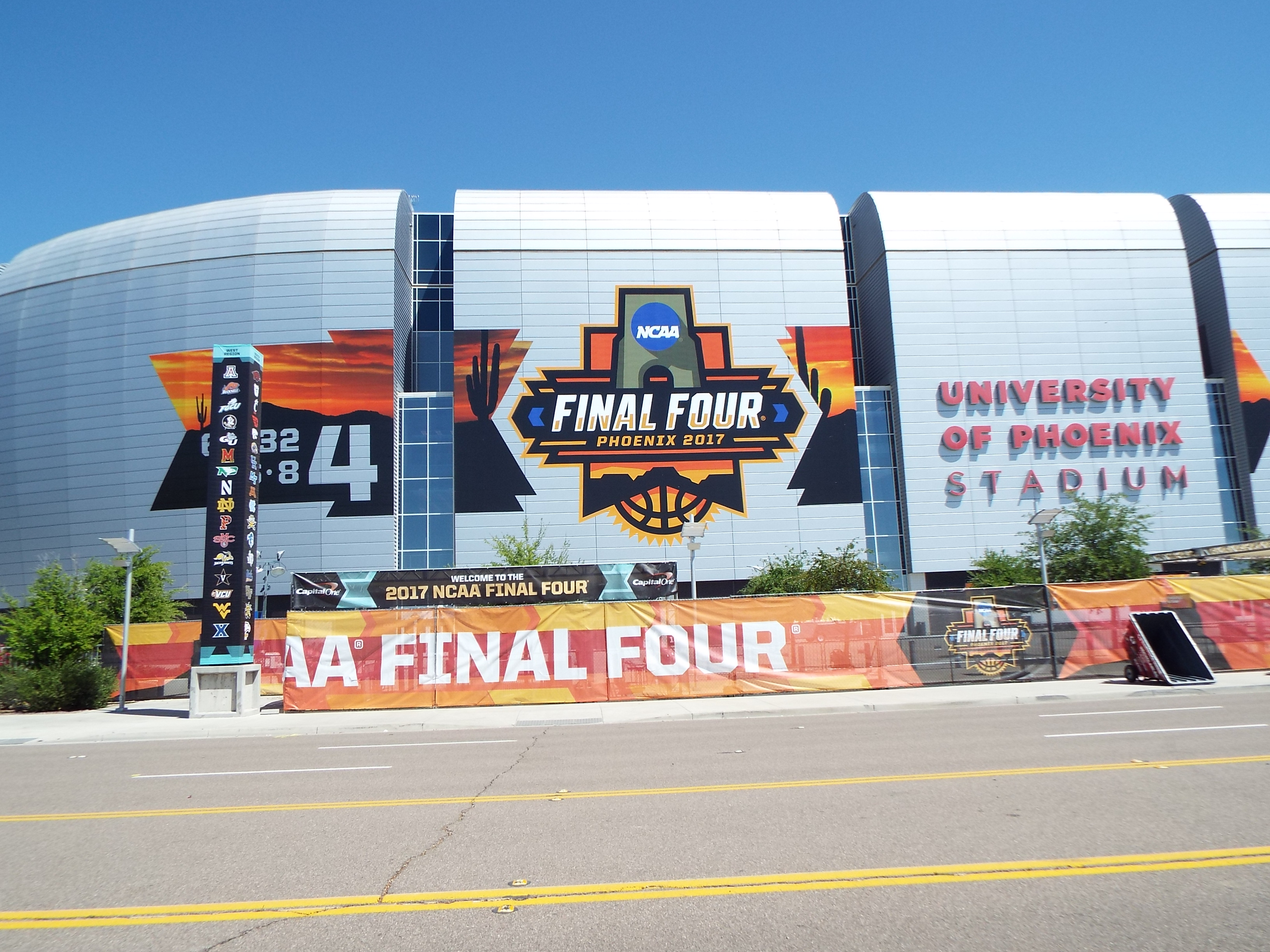
NCAAファイナルフォー

2017年にNCAA男子バスケットボールトーナメント（全米大学バスケットボール選手権）の準決勝とチャンピオンシップゲームであるファイナルフォーが開催された。試合は、ノースカロライナ大学が8年ぶりに優勝を果たした。2024年の開催も決定している。

### サッカー
アメリカ代表は、2007年2月7日にメキシコ代表と対戦し、2-0で勝利した。また、2012年1月21日、ベネズエラ代表に1-0で勝利し、2019年1月27日、パナマ代表に3-0で勝利している。2014年4月2日にメキシコ代表相手に2-2の引き分け、2016年6月25日のコパ・アメリカ・センテナリオでコロンビア代表に0-1で敗れている。
アメリカ女子代表は2011年11月19日にスウェーデン女子代表に1-1で引き分け、2012年12月1日にアイルランド女子代表に2-0で勝利している。また、2015年12月13日は、中国女子代表に2-0で勝利している。
CONCACAFゴールドカップは、2009、2015、2017、2019の4度、開催地の一つとして選ばれている。

### WWE

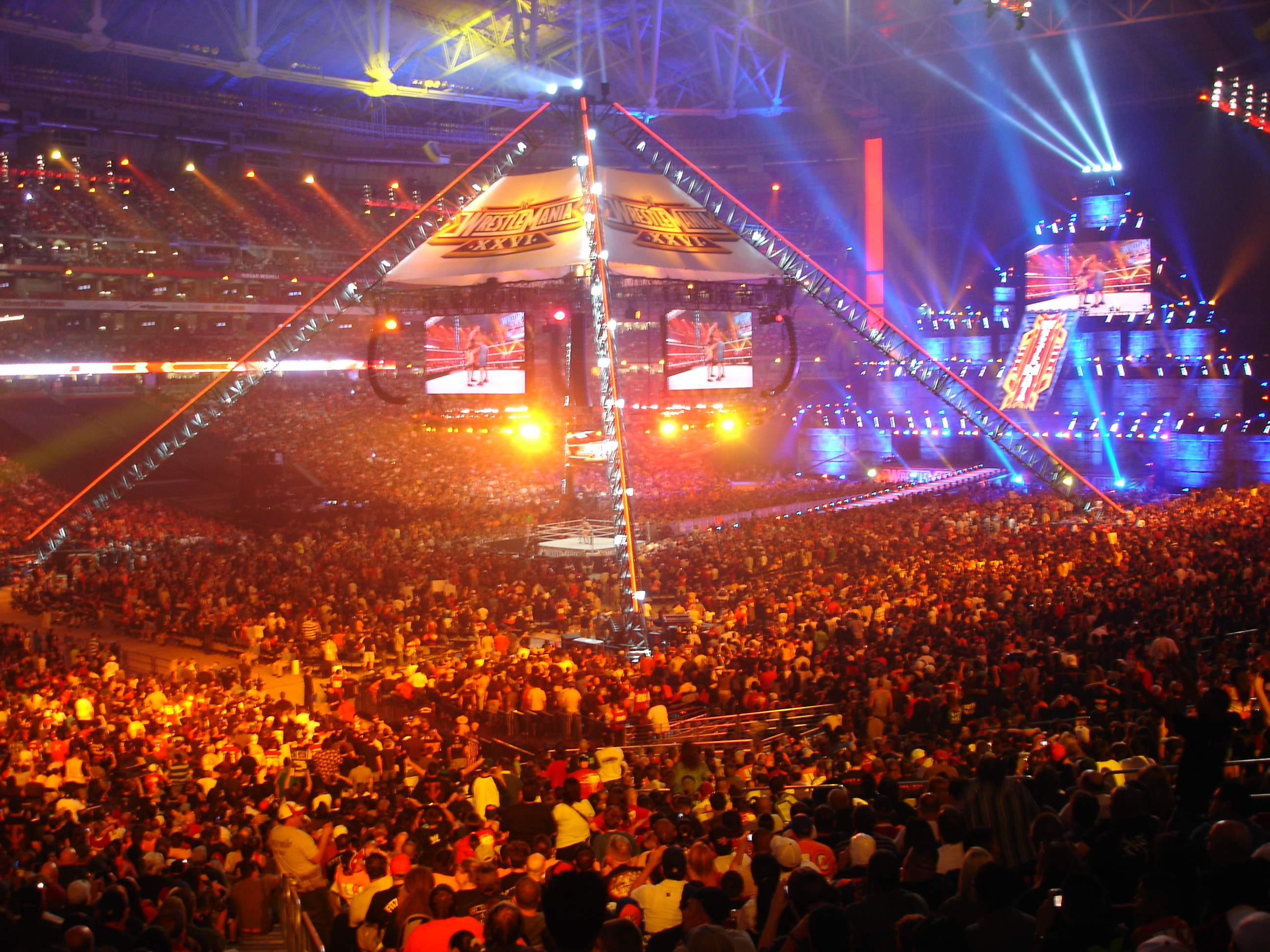
レッスルマニアXXVI

2010年3月28日、WWEの年間最大の大会レッスルマニアXXVIが開催され、72,219人を動員した。なお、このイベントのチケット売り上げは580万ドルにも上り、当スタジアムで最も収益を上げたエンターテインメントとなった。

### コンサート
2006年11月8日のローリングストーンズを皮切りに様々なアーティストがコンサートを行っている。

### その他のイベント
2009年8月1日、モータースポーツイベントのモンスタージャム・サマーヒートを開催。2016年1月30日にも開催された。ほかにもオフロードレーシングの「スタジアム・スーパー・トラックス」が2013年4月6日に開催された。
2019年2月10日、末日聖徒イエス・キリスト教会のラッセル・M・ネルソン大管長が68,000人の観客の前で講演を行った。